# Литература! Кругосветное путешествие по миру книг
«Литература! Кругосветное путешествие по миру книг» (нем. Literatur!: Eine Reise durch die Welt der Bücher)— роман Катарины Маренхольц.

## Сюжет
«Литература!» представляет собой описание истории мировой литературы, в котором приведены очень краткие пересказы 150 произведений (так, «Гамлета» автор показывает в виде комикса на тему кто кого убил), некоторые факты из жизни писателей и истории написания книг, а также рекомендации читателю. Помимо этого, в книге представлена шкала времени, на которой отмечены даты выхода описываемых произведений и другие события этого периода: «Улисс» Джойса появился в том же году, когда археолог Говард Картер обнаружил гробницу Тутанхамона, а за год до этого Эйнштейн получил Нобелевскую премию; «Процесс» Кафки был напечатан тогда же, когда и «Великий Гэтсби» Фицджеральда и «Майн кампф» Гитлера.

## Критика
Критиками отмечается, что достоинством книги является её внятная систематизация по времени, жанрам, простоте и сложности. Однако в книге очень мало российских писателей. Это связано с тем, что Маренхольц — немка и чем события в книге ближе к современности, тем плотнее её населяют германские авторы. «Кратко пересказав пару сотен сюжетов и нигде, в общем, не солгав, нигде не изменив позитивному энтузиазму, она не передала обаяния ни одной из книг… в первую голову автора волновал вопрос собственных продаж — ну а всё прочее — как получится», — написала «Литературная газета».
По мнению Ксении Лицаревой (к. ф. н., доцент, декан филологического факультета ВГГУ), книга предназначена для двух категорий читателей: «продвинутых, которые, перелистав этот путеводитель, сгорая от нетерпения, потянутся за любимыми произведениями книжной полки и для совсем не продвинутых читателей, которые с трудом читают по слогам и практически забыли, как это делается и хотят, прочитав 190 страниц данного текста, знать содержание и героев всех выдающихся произведений мировой словесности».